# العلاقات البليزية الكورية الجنوبية
العلاقات البليزية الكورية الجنوبية هي العلاقات الثنائية التي تجمع بين بليز وكوريا الجنوبية.

## مقارنة بين البلدين
هذه مقارنة عامة ومرجعية للدولتين:
| وجه المقارنة                                              | بليز         | كوريا الجنوبية                                                          |
| --------------------------------------------------------- | ------------ | ----------------------------------------------------------------------- |
| المساحة (كم2)                                             | 22.97 ألف    | 100.30 ألف                                                              |
| عدد السكان (نسمة)                                         | 374.68 ألف   | 51.47 مليون                                                             |
| الكثافة السكانية (ن./كم²)                                 | 16.31        | 513.16                                                                  |
| العاصمة                                                   | بلموبان      | سول                                                                     |
| اللغة الرسمية                                             | لغة إنجليزية | اللغة الكورية                                                           |
| العملة                                                    | دولار بليزي  | وون كوري جنوبي                                                          |
| الناتج المحلي الإجمالي (بليون دولار)                      | 1.84 مليار   | 1.53 تريليون                                                            |
| الناتج المحلي الإجمالي (تعادل القوة الشرائية) بليون دولار | 3.05 مليار   | 1.75 تريليون                                                            |
| الناتج المحلي الإجمالي الاسمي للفرد دولار أمريكي          | 4.88 ألف     | 27.22 ألف                                                               |
| الناتج المحلي الإجمالي للفرد دولار أمريكي                 | 8.42 ألف     |                                                                         |
| مؤشر التنمية البشرية                                      | 0.715        | 0.901                                                                   |
| رمز المكالمات الدولي                                      | +501         | +82                                                                     |
| رمز الإنترنت                                              | .bz          | .kr                                                                     |
| المنطقة الزمنية                                           | 00           | توقيت كوريا الجنوبية، ت ع م+09:00، آسيا/سيول ‏، ت ع م+08:00، ت ع م+08:30 |

## منظمات دولية مشتركة
يشترك البلدان في عضوية مجموعة من المنظمات الدولية، منها:
| علم المنظمة | اسم المنظمة                        | تاريخ انضمام بليز | تاريخ انضمام كوريا الجنوبية |
| ----------- | ---------------------------------- | ----------------- | --------------------------- |
|             | مؤسسة التمويل الدولية              | 19 مارس 1982      | 16 مارس 1964                |
|             | منظمة حظر الأسلحة الكيميائية       | ?                 | ?                           |
|             | يونسكو                             | 10 مايو 1982      | 14 يونيو 1950               |
|             | الأمم المتحدة                      | 25 سبتمبر 1981    | 17 سبتمبر 1991              |
|             | منظمة الشرطة الجنائية الدولية      | ?                 | ?                           |
|             | البنك الدولي للإنشاء والتعمير      | 19 مارس 1982      | 26 أغسطس 1955               |
|             | الاتحاد البريدي العالمي            | ?                 | ?                           |
|             | مؤسسة التنمية الدولية              | 19 مارس 1982      | 18 مايو 1961                |
|             | منظمة التجارة العالمية             | ?                 | ?                           |
|             | الفريق المعني برصد الأرض           | ?                 | ?                           |
|             | وكالة ضمان الاستثمار متعدد الأطراف | 29 يونيو 1992     | 12 أبريل 1988               |

## وصلات خارجية
- موقع وزارة الخارجية البليزية
- موقع وزارة الخارجية الكورية الجنوبية